# Morten Soubak
Morten Soubak (4 de agosto de 1964, Fodby) é um técnico dinamarquês de handebol. 

## Carreira

### Inicio
Entre 1992 e 1995 Soubak trabalhou na Cruz Vermelha, organizando esportes para refugiados da Guerra Civil Iugoslava em sua fuga para a Dinamarca, e ao chegar na Escandinávia, redirecioná-los para treinar em clubes esportivos locais. A experiência fez de Soubak  um especialista em handebol.

### Handebol dinamarquês e Brasil
Em 1995, quando Soubak trabalhava nas divisões de base do FC Kobenhavn, conheceu o técnico Marcos Garcia, de uma equipe de Osasco, que fazia estágios no handebol dinamarquês. O nórdico revelou que toparia vir trabalhar no Brasil - país que conhecera dois anos antes e o qual se apaixonou, em especial pela Bahia, que visita praticamente todo ano - e foi trazido para treinar o time de Osasco no Ginásio Geodésico. Nas horas vagas treinou também o time de handebol masculino da Faculdade de Medicina da Santa Casa de São Paulo, conseguindo uma vitória inédita no último segundo de jogo contra a Escola Paulista de Medicina durante os jogos de medicina (Intemed). Suportou por seis meses os problemas de infraestrutura e a falta de recursos, e voltou para a Dinamarca. Dirigiu duas equipes da Liga Dinamarquesa, o GOG e o FC Kopenhagen, sem muito sucesso. Em seguida virou comentarista de handebol da TV2 entre 2000 e 2005, se tornando conhecido no país. No meio-tempo, dirigiu o time feminino GOG / GUDME entre 2001 e 2002, a Seleção Juvenil Masculina da Dinamarca entre 2002 e 2003, e em 2004, a equipe feminina FCK Kobenhavn, onde conheceu a goleira brasileira Chana Masson.

## EC Pinheiros
Eventualmente, Soubak voltou para o Brasil em 2005 para treinar o time masculino do Esporte Clube Pinheiros. Ficou três anos no comando da equipe, guiando o Pinheiros para títulos da Liga Nacional, da Copa do Brasil, do Campeonato Paulista e dos Jogos Abertos do Interior. 

## Seleção Feminina de Handebol
O sucesso fez a Confederação Brasileira de Handebol chamar Soubak para ser técnico da Seleção Brasileira de Handebol Feminino em 2009. Sob Soubak, as brasileiras tiveram sua fase mais próspera, ganhando o Campeonato Mundial de Handebol Feminino de 2013 e os Jogos Pan-Americanos de 2011, e chegando às quartas de final do Mundial de 2011 e as Olimpíadas de 2012.
Entre 2013 e 2014, morou na Áustria para treinar o Hypo Niederösterreich, time com muitas jogadoras brasileiras. É casado com uma brasileira e tem um filho.